# 東京レディコング
東京レディコング（とうきょうレディコング）は、1990年に創刊した東京都を発行対象にした夕刊紙。
既存夕刊紙などとは趣向を変えて20代・30代のOLを中心とした女性にターゲットを絞って編集した内容で注目を集めた。
その後、発売部数低迷により題名を「Lady Kong」の頭文字をとってエルコンと改題したが、発行元の蘭華社（らんかしゃ）が1991年に経営破綻したため、それに伴って休刊されることとなった。
また、この東京レディコングの創刊に合わせて第一生命保険相互会社とスポンサー提携を結び、アメリカンフットボールの女子チーム「第一生命レディコング」を結成。このチームは同紙休刊後も引き続き活動していた。1992年より、日本社会人アメリカンフットボール協会準加盟チームとして1999年に第一生命とのスポンサー契約が終了後も、関西を基盤とする「ワイルドキャッツ」（これも関西興銀がスポンサーだったが、2000年に経営破綻後はスポンサーなしのクラブチームとなっている）とともに日本で2チームだけの女子アメフトチームとして毎年対抗戦を実施していた。しかし、選手数の減少から活動が困難となったため、2010年11月30日をもって終了することを決定し、20年続いたチームを解散した。